# Via Amerina
Via Amerina va ser el nom una via o camí empedrat romà que consta en una inscripció del temps d'Hadrià i que anava de Roma a Ameria. Segons la Taula de Peutinger, en realitat sortia de la via Càsia a Baccanae (Baccano) i anava per Nepete i Falerii fins a Ameria.
Les estacions per on passava eren: 
- Baccanae (Baccano)
- Nepete (Nepi)
- Falerii (Sta Maria di Falleri)
- Castellum Amerinum
- Ameria (Amèlia)

La Taula de Peutinger diu que es perllongava cap a Tuder i després a Vettona i Perusia fins a Clúsium on es reunia amb la via Càsia.